# Citroen-meringuetaart

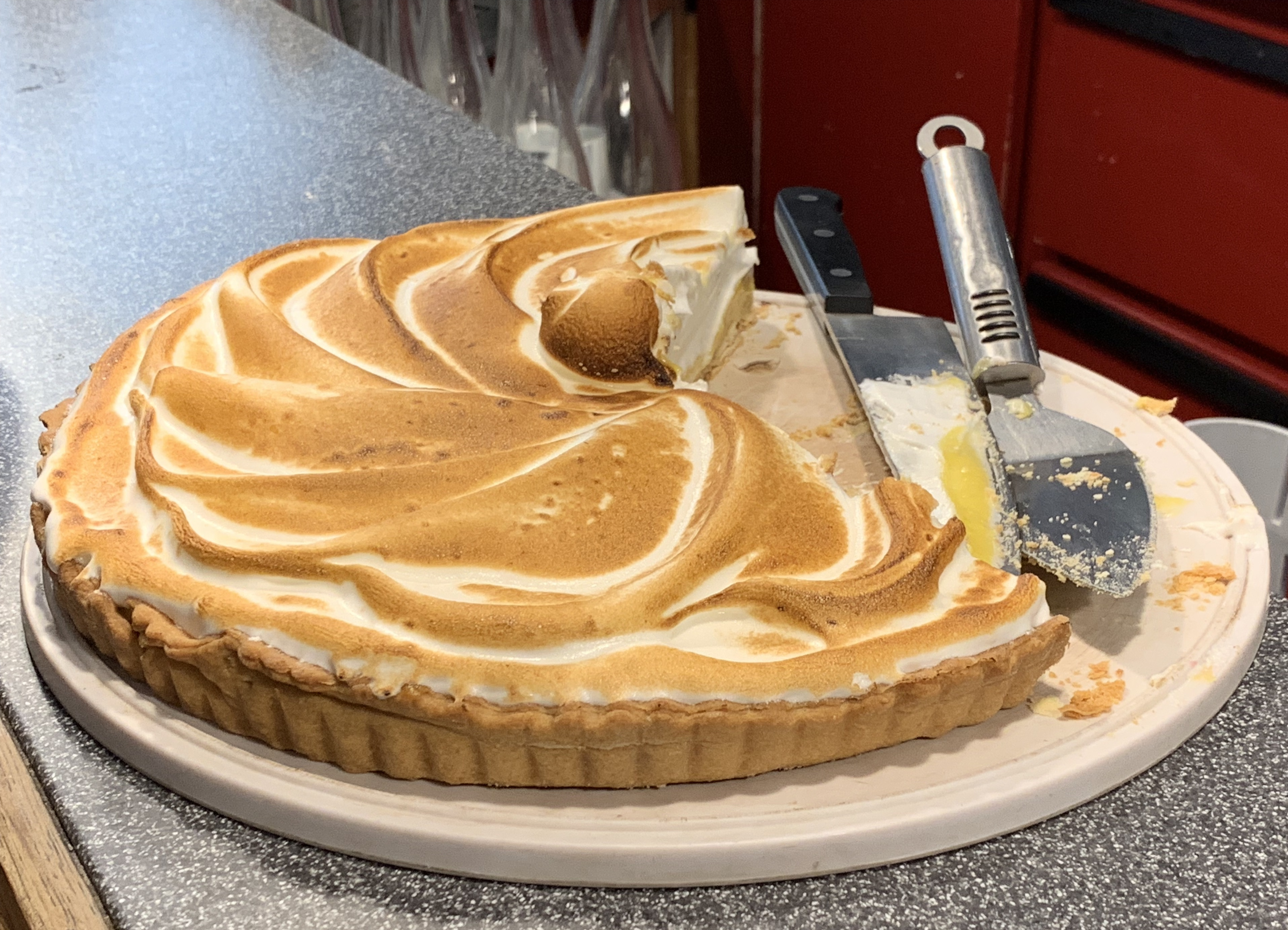
Citroen-meringuetaart

Citroen-meringuetaart is een taart bestaande uit korstdeeg, citroencrème en Italiaanse meringue. De meringue wordt veelal gekleurd met een gasbrander.

## Geschiedenis
Custards, puddingen en taarten met citroensmaak worden al sinds de middeleeuwen gemaakt. Meringue werd echter pas in de 17e eeuw ontdekt. De citroen-meringuetaart zoals die nu bekend is, is een product van de 19e eeuw.

## Bereiding
De citroencrème bestaat uit een combinatie van eidooiers, roomboter, suiker, het sap en het raspsel van een citroen en eventueel zetmeel. Dit mengsel wordt op de deegbodem uitgestort en in de oven gezet. Vervolgens wordt de Italiaanse meringue toegevoegd waarna deze met een brander licht wordt gekaramelliseerd.